# Olha Kolkova
Olha Kolkova, född den 29 maj 1955 i Vitsebsk i Vitryssland, är en sovjetisk roddare.
Hon tog OS-silver i åtta med styrman i samband med de olympiska roddtävlingarna 1976 i Montréal.